# Ред и закон: Организовани криминал
Ред и закон: Организовани криминал је америчка криминалистичка драмска телевизијска серија која је премијерно приказана 1. априла 2021. на НБЦ-у. Серија је осма серија у франшизи Ред и закон и седми огранак серијала Ред и закон: У серији глуми Кристофер Мелони у улози Елиота Стаблера, лика из серије Ред и закон: Одељење за специјалне жртве. Серија има причу „у наствацима“ која се кроз више епизода разрешава.
Прва сезона је премијерно приказана 1. априла 2021. и обновљена је за другу сезону која се састојала од 24 епизоде, али су произведене само 22. Друга сезона је премијерно приказана 23. септембра 2021. а серија је обновљена у мају 2022. за трећу сезону која је премијерно приказана 22. септембра 2022.

## О серији
У највећем граду народа, опаке и насилне припаднике подземља прогоне детективи Службе за борбу против организованог криминала. Ово су њихове приче.

– Уводни текст чита Стевен Зирнкилтон.
Серија се врти око лика Одељења за специјалне жртве Елиота Стаблера, искусног детектива који се вратио у њујоршку полицију након убиства своје жене. Стаблер се придружује Служби за борбу против огранизованог криминала коју води наредница Ајана Бел.

## Улоге
- Кристофер Мелони као Елиот Стаблер
- Данијел Мон Труит као Ајана Бел
- Тамара Тејлор као Анђела Витли (сезоне 1−2)
- Енсли Сигер као Џет Слутмејкерс
- Дилан Мекдермот као Ричард Витли (сезоне 1−2)
- Нона Паркер-Џонсон као Кармен Рајли (сезона 2)
- Брент Антонело као Џејми Велан (сезона 3)
- Рик Гонзалез као Боби Рејес (сезоне 3− )

## Епизоде
| Сезона | Сезона | Епизода | Премијерно емитовање | Премијерно емитовање |
| Сезона | Сезона | Епизода | Почетак емитовања    | Завршетак емитовања  |
| ------ | ------ | ------- | -------------------- | -------------------- |
|        | 1      | 8       | 1. април 2021.       | 3. јун 2021.         |
|        | 2      | 22      | 23. септембар 2021.  | 19. мај 2022.        |
|        | 3      | 22      | 22. септембар 2022.  | 18. мај 2023.        |
|        | 4      | 13      | 18. јануар 2024.     | 16. мај 2024.        |
|        | 5      | 10      | 17. април 2025.      | 2025.                |

## Производња

### Развој
Дана 31. марта 2020. НБЦ је наручио 13 епизода за нову крими драму у којој Мелони треба глумио свој лик из серије „Ред и закон: Одељење за специјалне жртве“ Елиота Стаблера. Дик Волф, Артур В. Форни и Петар Јанковски су извршни продуценти, а Мет Олмстед сценариста. Серија је настала након Волфовог петогодишњег уговора са "Universal Television"-oм који ће служити као продуцентска кућа серије заједно са кућом "Wolf Entertainment".
Првобитно је планирано да пробна епизода серије буде постављена на крају двадесетпрве сезоне серије „Ред и закон: Одељење за специјалне жртве“ са Стаблеровом женом и сином. Епизода би такође открила где се налазила породица Стаблер након Мелонијевог одласка након дванаесте сезоне. На питање да ли ће се прича догодити на почетку двадесетдруге сезоне, Ворен Лајт је рекао да је „прилично јасно да ће Елиот бити на отварању сезоне ОСЖ-а“. Крег Гор је требало да буде сценариста серије, али га је Волф отпустио 2. јуна 2020. због контроверзних објава на Фејсбуку о пљачкашима и полицијском часу уведеном у Лос Анђелесу због протеста због убиства Џорџа Флојда. Гор је себе навео као извршног ко-продуцента серије на свом Фејсбук профилу, али је Мелони најавио да ће Олмстед бити директор серије, а не Гор. Истог дана је откривено да је наслов серије Ред и закон: Организовани криминал. Први трејлер за серију објављен је током специјала Јединствени 30-рок 17. јула. У јулу је Мелони изјавио да још није видео сценарио, а сценаристи су још радили на причи. До октобра, Олмстед се повукао са места директора серије, а касније га је у децембру заменила Илен Чејкин. У фебруару 2022. Чејкинову је на месту директора серије заменио један од твораца серије Хана Монтана Бери О’Брајен. Дана 14. маја 2021. НБЦ је обновио серију за другу сезону која је премијерно приказана 23. септембра 2021. Дана 10. маја 2022. НБЦ је обновио серију за трећу сезону чија је премијера заказана за 22. септембар 2022.

### Избор глумаца
Током снимања серије, у јулу 2020. Мелони је најавио да ће Мариска Харгитеј гостовати као свој лик из серије „Ред и закон: Одељење за специјалне жртве“ Оливија Бенсон. Дана 27. јануара 2021. Дилан Мекдермот је добио улогу у серији са Тамаром Тејлор, Данијел Мон Труит, Енсли Сигер, Џејлин Флечер, Шарлот Саливан, Ником Криганом и Беном Чејсом који су се придружили следећег месеца. Крајем марта је објављено да ће се Ники Торча, Мајкл Ривера и Ибрахим Рено појавити у епизодним улогама. У марту је откривено да ће се у новој серији појавити неки од глумаца који су играли чланове породице Стаблер још 1999. године у епизодама серије Ред и закон: Одељење за специјалне жртве међу којима су Алисон Сико као ћерка Кетлин и Џефри Скаперота као син Дики, а Изабел Гилис се појавила као убијена супруга Кети у једној епизоди серије ред и закон: Одељење за специјалне жртве у којој су се Стаблерови вратили у Њујорк чиме је постављен темељ за нову серију. У августу, Рон Сефас Џоунс, Вини Џоунс, Лолита Давидовић, Микелти Вилијамсон, Гиљермо Дијаз и Деш Михок придружили су се глумачкој постави у епизодним улогама у другој сезони. Почетком 2022. Џенифер Билс и Денис Лири придружили су се глумачкој постави у епизодним улогама. У јулу 2022. Рик Гонзалез и Брент Антонело придружили су се главној постави у трећој сезону. У августу 2022. Камила Бел и Гас Халпер придружили су се постави у трећој сезони.

### Снимање
Као и Ред и закон: Одељење за специјалне жртве, серија се снима на местима у Њујорку. Снимање серије требало је да почне у августу 2020, али је у септембру објављено да је серија једина коју је продуцирала кућа "Wolf Entertainment" којој није одређен датум почетка снимање. Серија је касније почела да се снима 27. јануара 2021. током пандемије Корона вируса, а Мелони и Харгитејева су делили слике са снимања. У наредним месецима, снимање серије је два пута обустављано због два позитивна испитивања на Короно. Упркос застоју, најављено је да ће серија и даље бити премијерно приказана истог датума.
Дана 19. јула 2022. године, Џони Пизаро, члан екипе који је радио на серији, смртно је рањен док је трајало снимање треће сезоне.

## Издања

### Емитовање
Дана 16. јуна 2020. најављено је да ће се серија емитовати четвртком на НБЦ-у у 22:00 по источном времену, некадашњем временском термину за Ред и закон: Одељење за специјалне жртве, с тим да ће се серија померити сат времена раније у 21:00. Серија је била једина нова серија на НБЦ-овом јесењем саставу тренутно за телевизијску сезону 2020–21. У августу 2020. серија је померена за 2021. годину, а 4. фебруара 2021. најављено је да ће серија бити премијерно приказана 1. априла 2021. као део дводелне унакрсне епизоде са серијом Ред и закон: Одељење за специјалне жртве. Прва сезона се састоји од осам епизода.

### Пренос
Серија је доступна на сервису за преношење Peacock-у, а епизоде се објављују на сервису недељу дана пошто се емитују на НБЦ-у за бесплатни ниво услуге, а следећег дана за ниво који се плаћа.

### Међународно емитовање
У Канади се Организовани криминал емитује на ЦТВ-у истовремено са НБЦ-ом за разлику од прошлих „Ред и закон“ серијала који су се емитовани на ЦТВ-у. Због посвећености другим програмима четвртком увече међу којима је у Увод у анатомију, ЦТВ је емитовао директну уводну епизоду ОСЖ-а ван симултаног емитовања у термину од 22:00 часа непосредно пред премијеру огранка. У Аустралији се Организовани криминал емитује на Мрежи девет понедељком увече од 12. априла 2021. У Србији се серија емитује од лета 2022. године на Fox Crime-y.

### ДВД издања
Прва сезона је објављена на ДВД- у за Округ 4, а друга би требало да буде објављена 22. новембра 2022.
| Назив ДВД-а  | Бр. епизода | Датум издавања | Датум издавања | Датум издавања     |
| Назив ДВД-а  | Бр. епизода | Округ 1        | Округ 2        | Округ 4            |
| ------------ | ----------- | -------------- | -------------- | ------------------ |
| Прва сезона  | 8           | N/A            | N/A            | 8. децембар 2021.  |
| Друга сезона | 22          | N/A            | N/A            | 22. новембар 2022. |

## Гледаност
| 1 | 8  | Четвртак 22:00 | 1. април 2021.      | 3. јун 2021.  | 2020–21 | 7.83 | 21 |
| 2 | 22 | Четвртак 22:00 | 23. септембар 2021. | 19. мај 2022. | 2021–22 | 5.51 | 45 |
| 3 | 22 | Четвртак 22:00 | 22. септембар 2022. | 18. мај 2023. | 2022–23 | 5.49 | 39 |
| 4 | 13 | Четвртак 22:00 | 18. јануар 2024.    | 16. мај 2024. | 2023–24 | 5.18 | 40 |

## Напомена
1. ↑  Друга епизода друге сезоне емитована је ван редовног термина у четвртак у 21:00. Прва епизода треће сезоне је премијерно приказана ван свог термина у четвртак у 20:00.